# 阿什利·坎贝尔
阿什利·坎贝尔（英語：Ashley Campbell，1880年9月29日—1943年7月5日），生于悉尼，澳大利亚前男子网球运动员。他曾获得1910年和1914年澳大利亚网球公开赛男子双打冠军。